# Медісон-Лі Віше
Медісон-Лі Віше (англ. Madison-Lee Wesche, нар. 13 червня 1999) — новозеландська легкоатлетка, яка спеціалізується на штовханні ядра.

## Спортивні досягнення
Фіналістка (6-е місце) Олімпійських ігор (2021).
Фіналістка (7-е місце) чемпіонату світу (2022).
Чемпіонка світу серед юніорів (2018).
Дворазова чемпіонка Океанії (2017, 2019).
Бронзова призерка Ігор Співдружності (2022).